# Ardgarvan

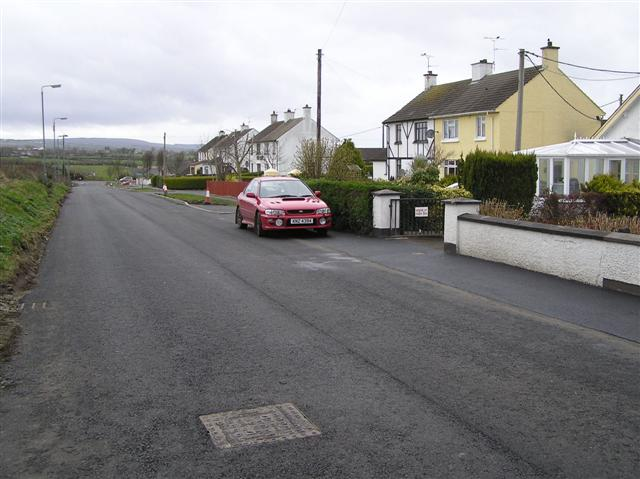
Ardgarvan em 2008

Ardgarvan (em irlandês:  Ard Garbháin) é um hamlet e townland situado no Condado de Londonderry, Irlanda do Norte. Está a 2 km no sentido sul de Limavady. De acordo com o censo realizado em 2011 no Reino Unido, a sua população era de 111 habitantes; encontra-se dentro do Limavady Borough Council.

## Características
A vila desenvolveu-se no lado norte da Ballyavelin Road e é dominada pelo desenvolvimento de habitação pública. Possui instalações limitadas de lazer disponíveis para a comunidade local.